# Biojoias
Biojoias, que também podem ser conhecidas como ecojoias ou joias naturais, são acessórios desenvolvidos a partir de materiais orgânicos disponíveis na natureza.
Os brincos, pingentes, anéis e outros adornos são feitos de forma artesanal utilizando distintas partes de plantas e passam por um tratamento que envolve sua desidratação e preparação para se tornar uma obra de design com fins estéticos. As matérias-primas podem ter origem nos mais diversos biomas. No caso do Brasil se destacam a Amazônia, o Cerrado e a Mata Atlântica.
Devido aos materiais utilizados na sua produção e ao fato dela ser feita em geral de forma artesanal, a confecção de biojoias pode ser uma opção de desenvolvimento econômico social e ambientalmente sustentável. Só no Pará se estima que em 2021 tenham se comercializado cerca de R$ 4,4 milhões, segundo dados do Instituto de Gemas e Joias da Amazônia (Igama).
Governos locais, estaduais e organizações não-governamentais apoiam portanto várias iniciativas de produção de biojoais, como o projeto "Preciosidades da Amazônia", desenvolvido por artesãs de Parauapebas, no sudeste do Pará. Ou a iniciativa do Instituto Federal do Pará Campus Ananindeua, que apoia a produção e comercialização das biojoias por mulheres quilombolas de Abacatal, nas proximidades do instituto. Essa possibilidade de gerar renda para mulheres em situação de vulnerabilidade social é outro aspecto valorizado. As populações tradicionais dos biomas fonte das matérias-primas são outro grupo que se pode beneficiar com o envolvimento na confecção e comercio das biojoias, dado seu conhecimento dos materiais necessários para a elaboração dos adornos. Da mesma forma que diversos povos indígenas, como os Ticuna do Amazonas, Krahô do Tocantins e os Yanomami de Roraima, entre outros, em cujas comunidades há artesãos que integram redes de produção das biojoias, comercializadas em plataformas online.

### Matérias-primas

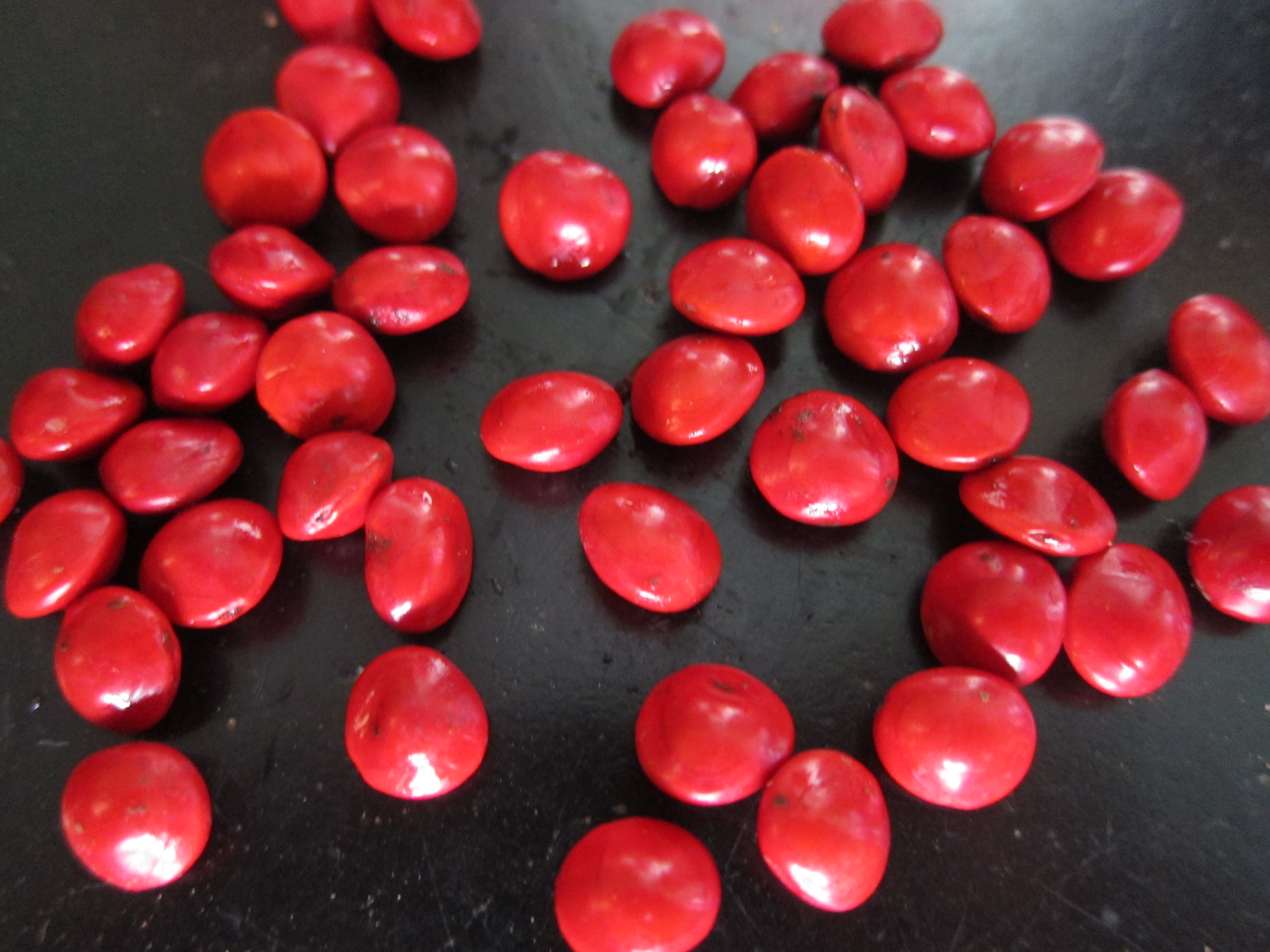
Sementes de tento-carolina.

Como já referido, há uma grande diversidade de materiais orgânicos que podem ser utilizados na produção de biojoias. Podemos destacar os seguintes:
- A semente de jarina (Phytelephas macrocarpa), que por suas características aptas ao uso na confecção de biojoias (como brilho e maleabilidade) e semelhança com o marfim, é objeto de pesquisas, como a realizada por geólogos da Universidade Federal do Pará.[10]
- Sementes de tucumã (Astrocaryum aculeatum Meyer) e murumuru (Astrocaryum murumuru).[11]
- Sementes de tento-carolina (Adenathera pavonina), de cores fortes e textura atraente.
- Caroços de açaí (Euterpe oleracea), utilizados para fazer colares, por exemplo.[12]
- Sementes de inajá (Attalea maripa), bacaba (Oenocarpus bacaba) e olho de boi (Mucuna urens).[6][13]
- Sementes de paxiúba (Socratea exorrhiza).[14]
- Coco de Piaçava (Attalea funifera Martius), endêmica da Mata Atlântica.
- Sementes de olho de cabra (Ormosia fastigiata) e carrapicho-do-mato (Urena lobata) e folhas de minurinha (Chamaecrista orbiculata), típicas do Cerrado.[15][16][17][18]
- Pele de tilápia (Pseudocrenilabrinae), um interessante caso de biojoia que não se baseia em partes de alguma planta. Também se podem utilizar peles de pescada-amarela (Cynoscion acoupa), tainha (Mugilidae), corvina e gó (Cynoscion microlepidotus), como em projeto mantido por pescadores de Bragança, com tecnologia desenvolvida por um aluno do curso de Engenharia da Pesca da Universidade Federal do Pará (UFPA).[19]
- Chifre lapidado de boi (Bos taurus), exemplo de biojoia inspirada no bioma do Pantanal.[20]

Algumas artesãs que trabalham com biojoias: Maira Bello, artista indígena do povo Mura, a paraense Jacilene do Amor Divino, o paranaense Gabriel Virmond e a designer manauara Maria Oiticica.

### Beneficiamento
Para estarem aptas a se manterem preservadas e poderem ser comercializadas, os materiais orgânicos utilizados para a confecção de biojoias podem passar por uma série de processos tais como a extração (que deve ser cuidadosa), a seleção, a esterilização, a polimerização ou desidratação, um banho de cobre e talvez outro de prata ou ouro.

### Distribuição e comercialização
Além das já citadas plataformas online, como a do Movimento das Mulheres das Ilhas de Belém (MMIB), os adornos podem ser vendidos em feiras de artesanato, como a que acontece todos os anos paralela ao Círio de Nazaré, em Belém. Biojoias também são vendidas como artigos de luxo, como é o caso daquelas da grife de Maria Oiticica, cujas lojas estão em shoppings de luxo e aeroportos.
Já na Casa do Artesão de Cuiabá podem ser vistos alguns exemplos de biojoias feitas com sementes da região.

## Ligações Externas
Lista de algumas marcas de biojoias.
Site do Grupo de Artesanato de biojoias do Movimento das Mulheres das Ilhas de Belém (MMIB).